# Alexander Garden

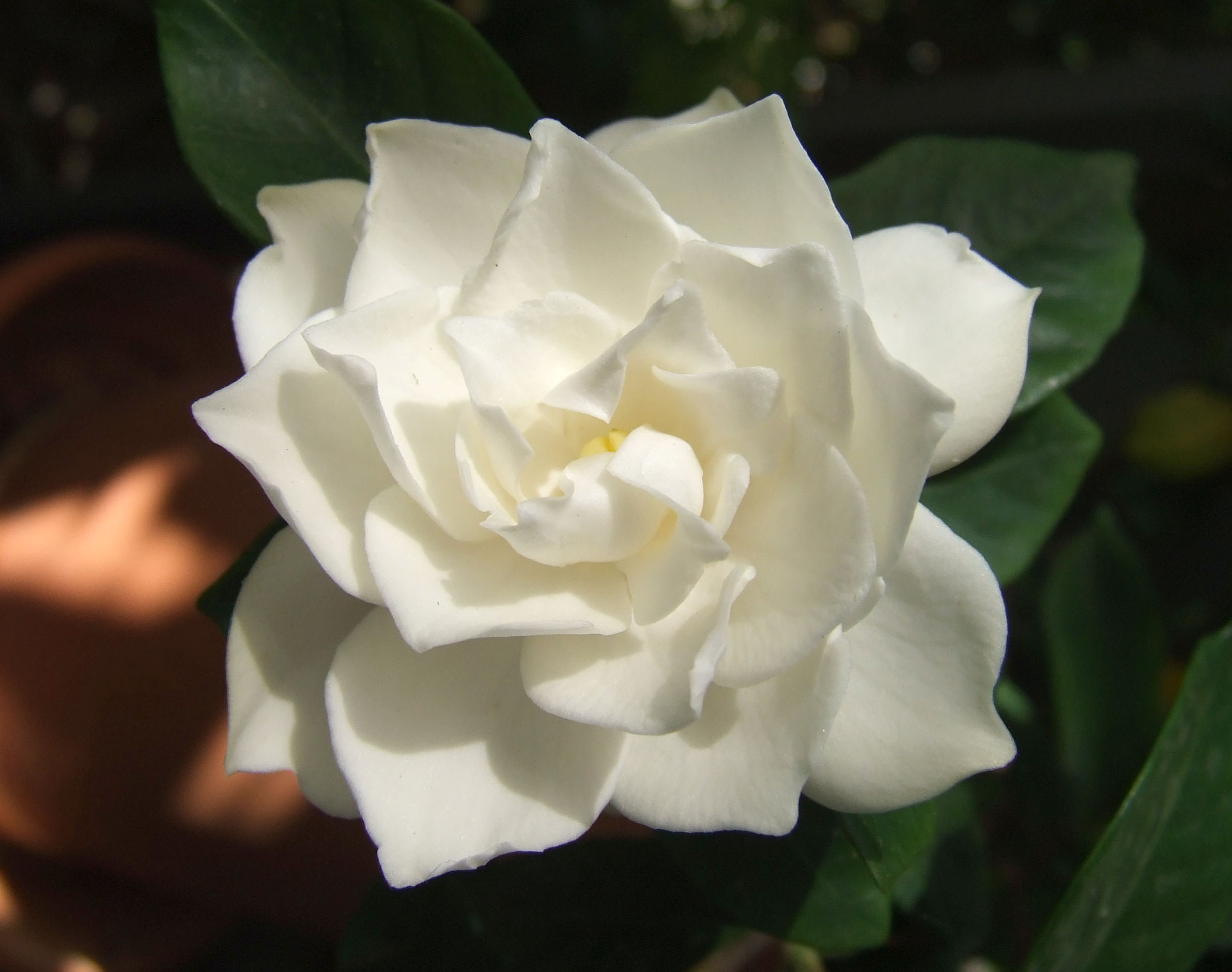
Flor de gardênia

Alexander Garden (Birse, Aberdeenshire, janeiro de 1730 – Londres, 15 de abril de 1791) foi um médico, naturalista e botânico escocês. A flor de gardênia foi denominada em sua homenagem.
Foi eleito membro da Royal Society em 1773.